# N465 (België)
De N465 is een gewestweg in België tussen Melle (N9) en Oosterzele (N42).
De weg gaat vlak voor Oosterzele via de Oude Wettersesteenweg naar de N42 toe.
De weg heeft een lengte van ongeveer 6 kilometer.

## Plaatsen langs de N465
- Melle
- Gontrode
- Oosterzele

## N465a
De N465a is een verlenging van de N465 door de plaats Oosterzele. De weg gaat via de Geraardsbergsesteenweg verder door Oosterzele heen en sluit pas enkele kilometers ten zuiden van Oosterzele aan op de N42. Tevens is deze aansluiting ook het begin van de N465b. In Oosterzele zelf kruist de N465a de N415.
De N465a heeft een lengte van ongeveer 4,3 kilometer.

## N465b
De N465b is een 1,5 kilometer lange parallelweg van de N42. De weg gaat over de Geraardsbergsesteenweg aan de oostzijde van de N42. De weg begint met de kruising waar de Geraardsbergsesteenweg de N42 oversteekt. Dit punt is tevens het eindpunt van de N465a.